# Alois Hitler (fils)
Pour les articles homonymes, voir Hitler (homonymie).
 (juin 2023).
Alois Hitler fils, né Matzelsberger, le 13 janvier 1882 à Vienne en Autriche et mort le 20 mai 1956 à Hambourg en Allemagne, est le demi-frère d'Adolf Hitler, né hors mariage d'Alois Hitler et de Franziska Matzelsberger.

## Biographie
Quand il naît, en 1882, son père est encore marié à sa première épouse, Anna (née Glassl). Après la mort de celle-ci en 1883, ses parents se marient, son père le reconnaît et son nom change pour Alois Hitler. Sa mère meurt quand il a deux ans (en 1884), et peu après son père épouse Klara Pölzl, la mère d'Adolf Hitler. Alois quitte le domicile paternel à l'âge de quatorze ans à la suite de violentes disputes avec son père et semble-t-il de relations tendues avec sa belle-mère, et fait un apprentissage de garçon de salle.
En 1900 il est arrêté pour vol et condamné à une peine de cinq mois, puis de nouveau condamné à une peine de huit mois en 1902. Par la suite, il part à Dublin où il trouve un emploi de garçon au Shelbourne Hotel. En 1909, il rencontre Bridget Dowling au Dublin Horse Show et lui fait croire qu'il est un riche hôtelier qui fait son tour d'Europe. Ils s'enfuient à Londres pour s'y marier secrètement le 3 juin 1910. Le père de Bridget, William Dowling, menace de faire arrêter Alois pour enlèvement, mais sa fille parvient à l'en dissuader.
Le couple s'installe à Liverpool, dans un appartement au 102, Upper Stanhope Street, où naît leur fils William Patrick Hitler en 1911. La maison fut détruite lors de la dernière attaque aérienne allemande sur Liverpool, le 10 janvier 1942. À propos de cette époque, Bridget Dowling écrivit un manuscrit appelé My Brother-in-Law Adolf, dans lequel elle affirme qu'Adolf Hitler voyagea à Liverpool avec elle et Alois de novembre 1912 à avril 1913, afin d'éviter l'ordre de mobilisation générale en Autriche. Le récit était populaire, mais la plupart des historiens le considèrent comme fantaisiste.
Alois tente de faire fortune en ouvrant un petit restaurant dans Dale Street, une pension dans Parliament Street et un hôtel à Mount Pleasant, mais n'y réussit pas. Finalement il quitte sa famille en mai 1914 et rentre seul en Allemagne pour se lancer dans le commerce des rasoirs de sécurité. La Première Guerre mondiale commence peu après, rendant impossible la venue en Allemagne de sa femme et de son fils. Il épouse une autre femme en 1916, Hedwig Heidemann, et à l'issue de la guerre fait informer Bridget de sa mort. Mais sa ruse est éventée par les autorités allemandes, et il est poursuivi et condamné par le tribunal de Hambourg pour bigamie en 1923 à huit mois de prison avec sursis et 800 reichsmarks d'amende.
En 1934, Alois ouvre un restaurant à Berlin, qui devient un lieu de beuverie populaire parmi les Sturmabteilung. Il parvient à maintenir son établissement ouvert tout au long de la Seconde Guerre mondiale. À la fin de cette guerre, il est arrêté par les Britanniques mais assez vite libéré quand il apparaît qu'il n'avait eu aucun rôle particulier dans le cadre du régime dirigé par son demi-frère Adolf, dont il ne fut jamais très proche.
Son fils Heinrich, né en 1920 de son second mariage, s'engagea dans la Wehrmacht. Fait prisonnier par les Soviétiques sur le front de l'Est en janvier 1942, il mourut en captivité le mois suivant, dans la prison de Boutirki, sans doute sous la torture.
Après la guerre, Alois s'engage brièvement dans un parti de droite. Dans les années 1950, il monte un commerce consistant à vendre à des touristes des photos de son demi-frère qu'il signait lui-même.